# Физокарпус
Физокарпусът (Physocarpus) е род цъфтящи растения от семейство Розови (Rosaceae), родом от Северна Америка (повечето видове) и Североизточна Азия (един вид).

## Описание
Растенията от род физокарпус са широколистни храсти с белеща се кора и последователно разположени листа. Листата са длановидни с 3 до 7 дяла и често назъбени ръбове. Съцветието е от звънчевидни цветове с 5 заоблени бели или розови венчелистчета и много тичинки. Плодът е плосък или надут дехисцентен фоликул.

## Етимология
Името на рода Physocarpus идва от гръцката дума за „плод от пикочния мехур“, отнасяща се до надутите плодове на някои видове.

## Популярни видове
Калиноволистен физокарпус (Physocarpus opulifolius) се отглежда като декоративно растение.

## Таксономия

### Видове
В рода има шест до 20 вида. Те включват:
- Physocarpus alternans – западна Северна Америка[9]
- Physocarpus amurensis – Азия[10]
- Physocarpus australis [11]
- Physocarpus bracteatus – Колорадо[12]
- Physocarpus capitatus – западна Северна Америка[13]
- Physocarpus glabratus – Колорадо[14]
- Physocarpus malvaceus – западна Северна Америка[15]
- Physocarpus monogynus – Северна Америка[16]
- Physocarpus opulifolius – източна Северна Америка[17]
- Physocarpus pauciflorus [18]
- Physocarpus ribesifolia – Азия[19]

### Синоними
- Physocarpus hanceana Kuntze, 1891 = Neillia hanceana (Kuntze) S.H.Oh, 2006[20]
- Physocarpus intermedius (Rydb.) C.K.Schneid., 1906 = Physocarpus opulifolius var. intermedius (Rydb.) B.L.Rob., 1908[21]
- Physocarpus torreyi (S. Watson) Maxim.,1879 = Physocarpus monogynus (Torr.) J.M.Coult., 1891[22]
- Physocarpus stellatus (Rydb. ex Small) Rehder, 1920 = Physocarpus opulifolius (L.) Maxim., 1879[23]